# Operazione Earnest Will
Operazione Earnest Will fu il nome in codice di un'operazione militare intrapresa dalle forze della United States Navy nelle acque del Golfo Persico tra il luglio 1987 e il settembre 1988, parallelamente ai più vasti eventi della guerra Iran-Iraq.
Il conflitto tra iracheni e iraniani era degenerato in una guerra totale, con attacchi al traffico commerciale in navigazione nel Golfo Persico appartenente anche a nazioni neutrali; dopo la richiesta di assistenza formulata dal Kuwait, gli Stati Uniti d'America decisero quindi di organizzare un sistema di convogli navali scortati da proprie unità da guerra per garantire la libera navigazione nelle acque del Golfo. L'operazione prese quindi avvio il 23 luglio 1987, e vide ben presto lo spiegamento di ingenti forze statunitensi nella zona.
La presenza statunitense inizialmente non fermò gli attacchi al traffico civile, in particolare ad opera dell'Iran, portando così a numerosi incidenti e azioni di rappresaglia da parte della US Navy; l'operazione portò a una battaglia aperta tra navi iraniane e statunitensi il 18 aprile 1988, nonché all'abbattimento il 3 luglio seguente di un aereo di linea iraniano da parte di una nave da guerra statunitense. La forte pressione militare generata dall'operazione fu poi alla base della decisione iraniana di porre termine al lungo conflitto con l'Iraq; dopo la formale cessazione delle ostilità tra Iran e Iraq nell'agosto 1988, l'operazione Earnest Will fu ufficialmente sospesa il 26 settembre seguente.

## Antefatti

### La guerra delle petroliere

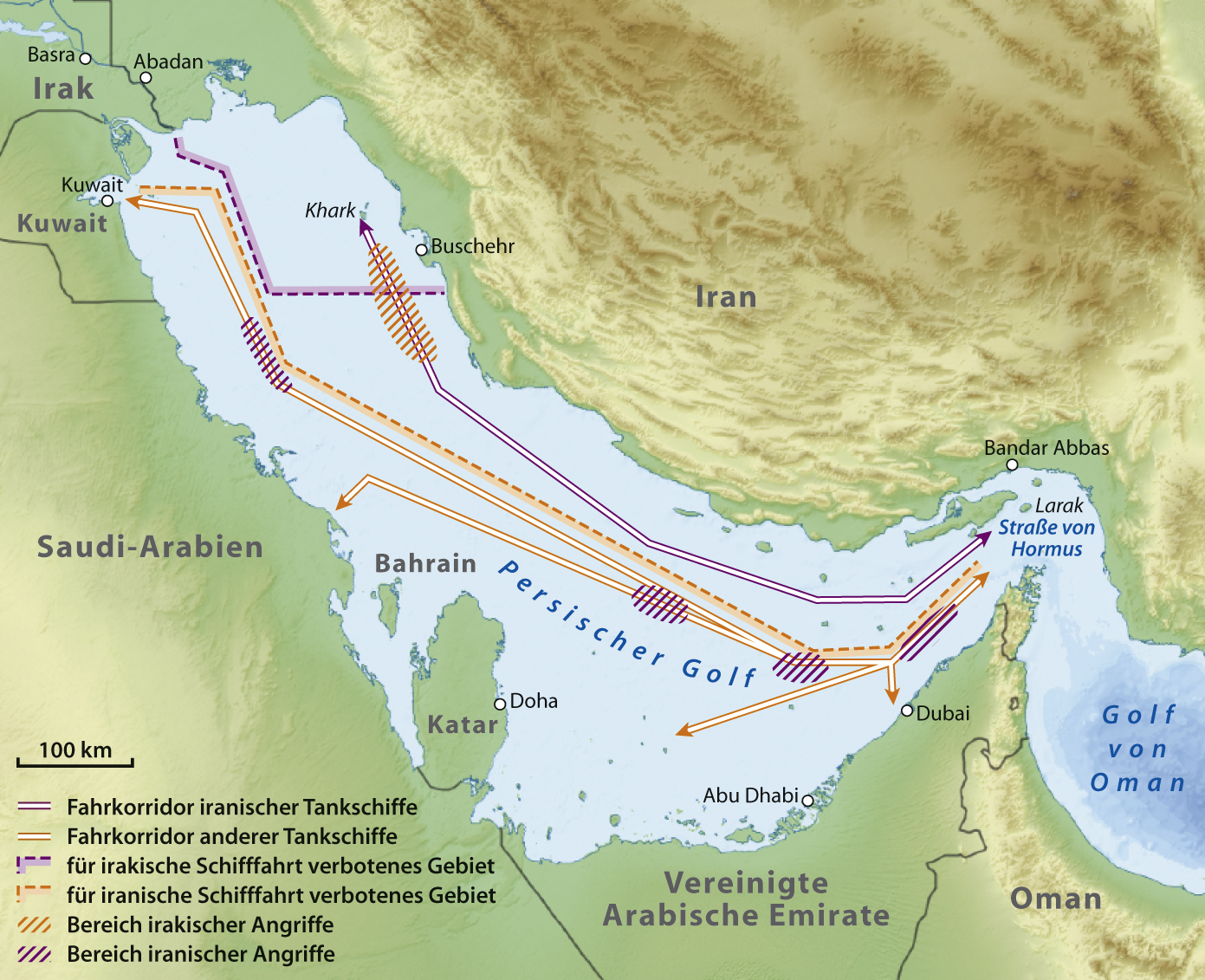
Carta del Golfo Persico. La linea rosa tratteggiata indica la "zona di guerra" proclamata dall'Iraq nel 1980, la linea arancione tratteggiata la rispettiva zona di esclusione proclamata dall'Iran; le linee continue indicano le rotte seguite dalle petroliere iraniane (rosa) e neutrali (arancione); le aree ombreggiate indicano le principali zone di attacco degli iracheni (arancione) e degli iraniani (rosa)

Dopo settimane di scaramucce militari lungo la contesa zona di confine dello Shatt al-'Arab, il 22 settembre 1980 le forze armate irachene lanciarono un'invasione su vasta scala lungo tutto il confine con l'Iran, facendo degenerare in poco tempo la disputa diplomatica e politica tra i governi di Baghdad e Teheran in una guerra totale senza esclusione di colpi tra le due nazioni. Concepita come una sorta di blitzkrieg che mettesse rapidamente fuori combattimento l'Iran, ancora prostrato dai postumi della rivoluzione del 1978-1979, l'offensiva irachena fallì davanti alla fanatica resistenza dei reparti iraniani portando ben presto a una fase di stallo nelle operazioni terrestri; davanti all'opposizione del governo di Teheran a qualunque composizione diplomatica del conflitto, i vertici militari iracheni iniziarono quindi a guardare a nuove forme di azione bellica per convincere gli iraniani a negoziare la pace.
Le economie tanto dell'Iran quanto dell'Iraq erano dipendenti dall'estrazione e dall'esportazione di petrolio attraverso il corridoio del Golfo Persico, e fu giocoforza che le operazioni belliche si estendessero anche a questo teatro: se già il 22 settembre 1980 l'Iran aveva dichiarato il blocco navale dei porti iracheni, il 7 ottobre in governo di Baghdad dichiarò come "zona di guerra" tutta la parte settentrionale del Golfo e il 24 dicembre iniziò gli attacchi aerei al terminal petrolifero iraniano dell'isola di Khark. L'escalation fu immediata: se tra il 1980 e il 1981 le forze irachene avevano limitato i loro attacchi esclusivamente alle navi battenti bandiera iraniana, dopo che nell'aprile 1982 Teheran aveva ottenuto dal governo della Siria l'interruzione del principale oleodotto iracheno che consentiva a Baghdad di commercializzare il suo petrolio dalle sicure acque del mar Mediterraneo, l'Iraq estese le operazioni a tutte le navi che operavano da porti dell'Iran: il 30 maggio 1982 la petroliera Atlas I, battente bandiera turca, divenne la prima nave neutrale a essere oggetto di un attacco nel Golfo quando fu colpita da una bomba sganciata da un aereo iracheno.
Per il 1984 il conflitto navale nel Golfo Persico aveva ormai assunto la dimensione di una "guerra delle petroliere", con attacchi da entrambe le parti alle petroliere in navigazione nel Golfo senza distinzione di nazionalità. La ridotta e vulnerabile linea costiera irachena limitava l'accesso del paese alle acque del Golfo, una situazione aggravata nel febbraio 1986 dalla conquista iraniana della penisola di Al-Faw; ciò spinse gli iracheni a servirsi sempre più dei porti e delle navi delle nazioni del Golfo (in particolare Kuwait e Arabia Saudita, più che mai preoccupati dall'avanzata dell'Iran sciita) per commerciare con il resto del mondo; inevitabilmente ciò portò a nuovi attacchi iraniani a navi neutrali, in particolare quelle kuwaitiane o che operavano dai porti del Kuwait. I continui attacchi spinsero il governo kuwaitiano a reagire: il 10 dicembre 1986 rappresentati dell'emirato avviarono i primi approcci per chiedere la protezione militare degli Stati Uniti d'America per le proprie navi, e contatti simili furono stabili anche con le autorità dell'Unione Sovietica.

### L'intervento degli Stati Uniti

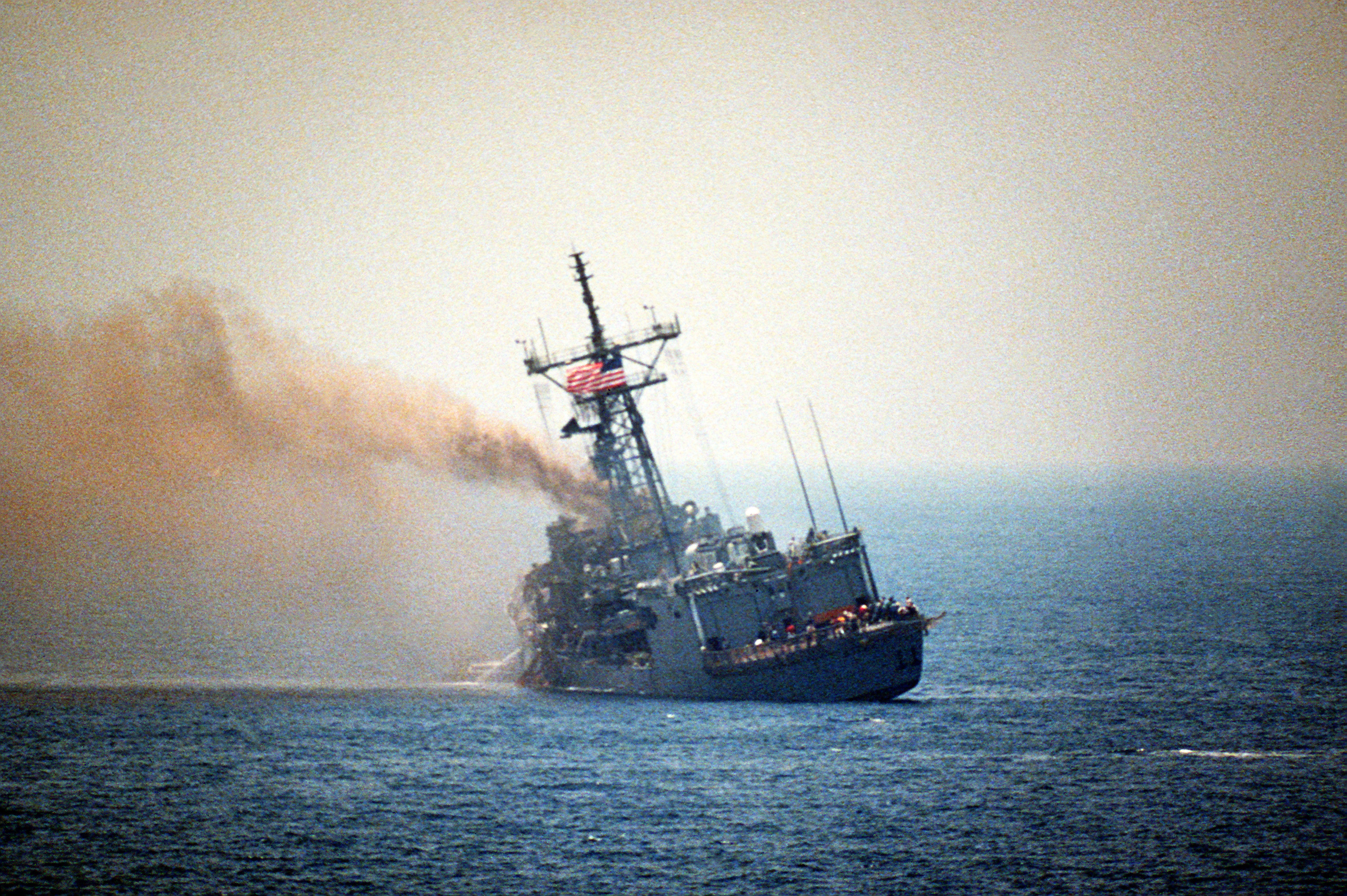
La USS Stark poco dopo essere stata colpita da missili iracheni il 17 maggio 1987

La presenza di unità da guerra statunitensi nelle acque del Golfo Persico era stata alquanto ridotta durante i primi anni della guerra Iran-Iraq (nel 1983 la Middle East Force della US Navy disponeva di sole quattro navi, appoggiate a distanza da una portaerei che incrociava nell'Oceano Indiano), ma prese a crescere dopo che, il 12 gennaio 1986, il mercantile President Taylor battente bandiera degli Stati Uniti era stato fermato nel golfo dell'Oman da navi iraniane e ispezionato per sincerarsi che non stesse trasportando materiale bellico per l'Iraq: anche se il mercantile e il suo equipaggio furono rilasciati incolumi, l'episodio generò profonda impressione e allarme negli ambienti politici statunitensi; nel maggio seguente l'abbordaggio di un altro mercantile statunitense da parte degli iraniani fu sventato dall'intervento di un cacciatorpediniere della US Navy, mentre in settembre il fermo di due navi sovietiche nello stretto di Hormuz spinse il governo di Mosca a inviare proprie navi da guerra nel Golfo.
Una richiesta di protezione per le proprie navi ad opera degli Stati Uniti fu avanzata ufficialmente dal Kuwait il 23 dicembre 1986. Poiché la legge statunitense vietava formalmente alla US Navy di scortare navi straniere, l'amministrazione Reagan istruì il governo kuwaitiano perché ri-registrasse le proprie petroliere come navi degli Stati Uniti; nel marzo 1987 undici petroliere kuwaitiane furono quindi registrate come appartenenti alla compagnia di navigazione statunitense Chesapeake Shipping Company Incorporated e alzarono la bandiera degli Stati Uniti, mentre il mese successivo il governo kuwaitiano noleggiò tre nuove petroliere che furono poste sotto bandiera sovietica. L'intervento nel conflitto in corso del Golfo non era unanimemente apprezzato dagli ambienti politici statunitensi, in particolare per l'estrema pericolosità che la missione lasciava prefigurare: nel gennaio 1985 il cacciatorpediniere statunitense USS John Hancock era stato preso di mira da un missile iracheno che poi aveva finito con il centrare una nave civile in navigazione poco distante, mentre il 17 maggio 1987 la fregata USS Stark in navigazione nel Golfo era stata colpita e gravemente danneggiata da due missili lanciati da un aereo iracheno che l'aveva scambiata per una petroliera iraniana, con la morte di 37 membri dell'equipaggio e il ferimento di altri 21.
Il pericolo che il rifiuto della richiesta kuwaitiana potesse portare a un maggior coinvolgimento militare dell'Unione Sovietica nel Golfo Persico spinse però l'amministrazione Reagan a insistere con i preparativi per la missione; fu inoltre paventata l'opportunità di sfruttare l'operazione per limitare l'influenza iraniana nel Golfo e allentare la pressione politica e militare di Teheran sugli stati filo-statunitensi del Consiglio di cooperazione del Golfo. Il 23 luglio 1987 le missioni di scorta alle petroliere kuwaitiane ebbero quindi inizio sotto la designazione di "operazione Earnest Will" ("Volontà Onesta").

## L'operazione

### L'incidente dellaBridgenton

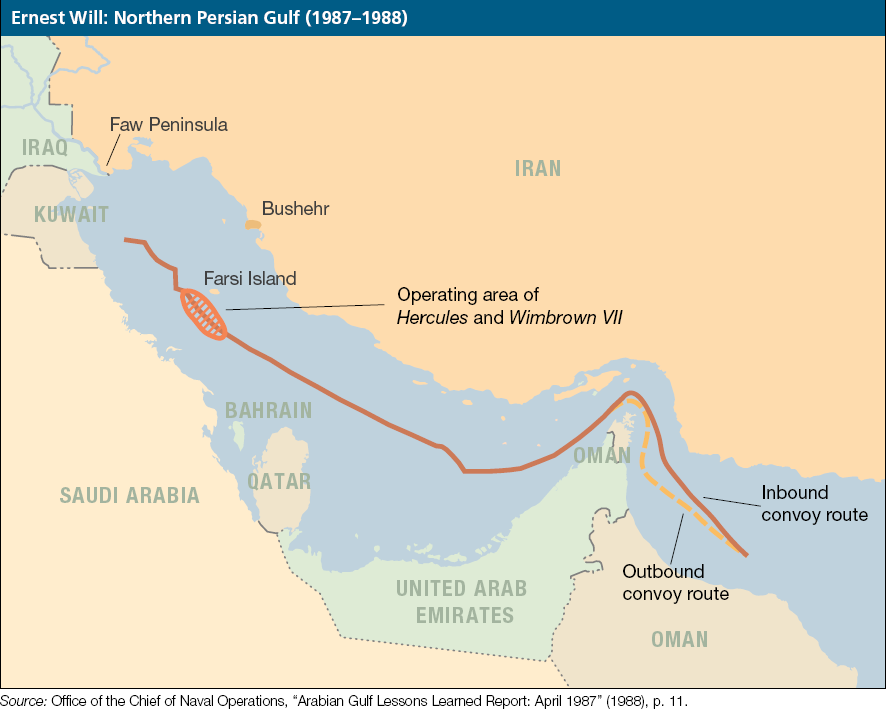
Le rotte seguite dai convogli dell'operazione Earnest Will nel Golfo Persico; l'area tratteggiata indica la zona di esecuzione dell'operazione Prime Chance

Secondo i piani dei comandi statunitensi, i convogli dell'operazione Earnest Will dovevano prendere il via dal porto emiratino di Khawr Fakkān nel golfo dell'Oman, procedere attraverso lo stretto di Hormuz e quindi dirigere lungo una rotta predefinita (Q-route) fino ai porti del Kuwait sotto la protezione di due o tre navi da guerra statunitensi; altre unità sarebbero state dislocate alle due estremità dello stretto di Hormuz e poco sotto il limite meridionale della "zona di guerra" istituita dagli iracheni nella parte nord del Golfo, mentre appoggio aereo sarebbe stato dato dalle portaerei dislocate nell'oceano Indiano e dai velivoli dell'Aeronautica militare saudita.
Il primo convoglio dell'operazione Earnest Will, composto dalla petroliera Bridgeton e dalla gassiera Gas Prince, prese il mare da Khawr Fakkān il 22 luglio scortato dall'incrociatore USS Fox e dal cacciatorpediniere USS Kidd, con l'appoggio a distanza dei velivoli della portaerei USS Constellation e degli aerei AWACS statunitensi e sauditi. Il 24 luglio, mentre il convoglio si trovava a occidente dell'isola di Farsi, la Bridgenton fece detonare una mina navale: non si registrarono vittime tra l'equipaggio e il massiccio scafo dell'unità resse bene all'esplosione, consentendo alla petroliera di continuare a procedere con i suoi mezzi fino a destinazione. Nessuna delle due parti in conflitto ammise ufficialmente la propria responsabilità nell'incidente, ma la mina che danneggiò la Bridgeton apparteneva a una serie di sessanta mine depositate dalla marina iraniana in tre punti distinti del Golfo nei mesi precedenti; benché il governo di Washington avesse minacciato azioni di rappresaglia immediate in caso di attacco alle navi statunitensi, si convenne che, in ragione dell'assenza di vittime e dei danni relativamente limitati, in questo caso si potesse soprassedere. Il governo di Teheran salutò l'accaduto come un'importante vittoria propagandistica sugli Stati Uniti.

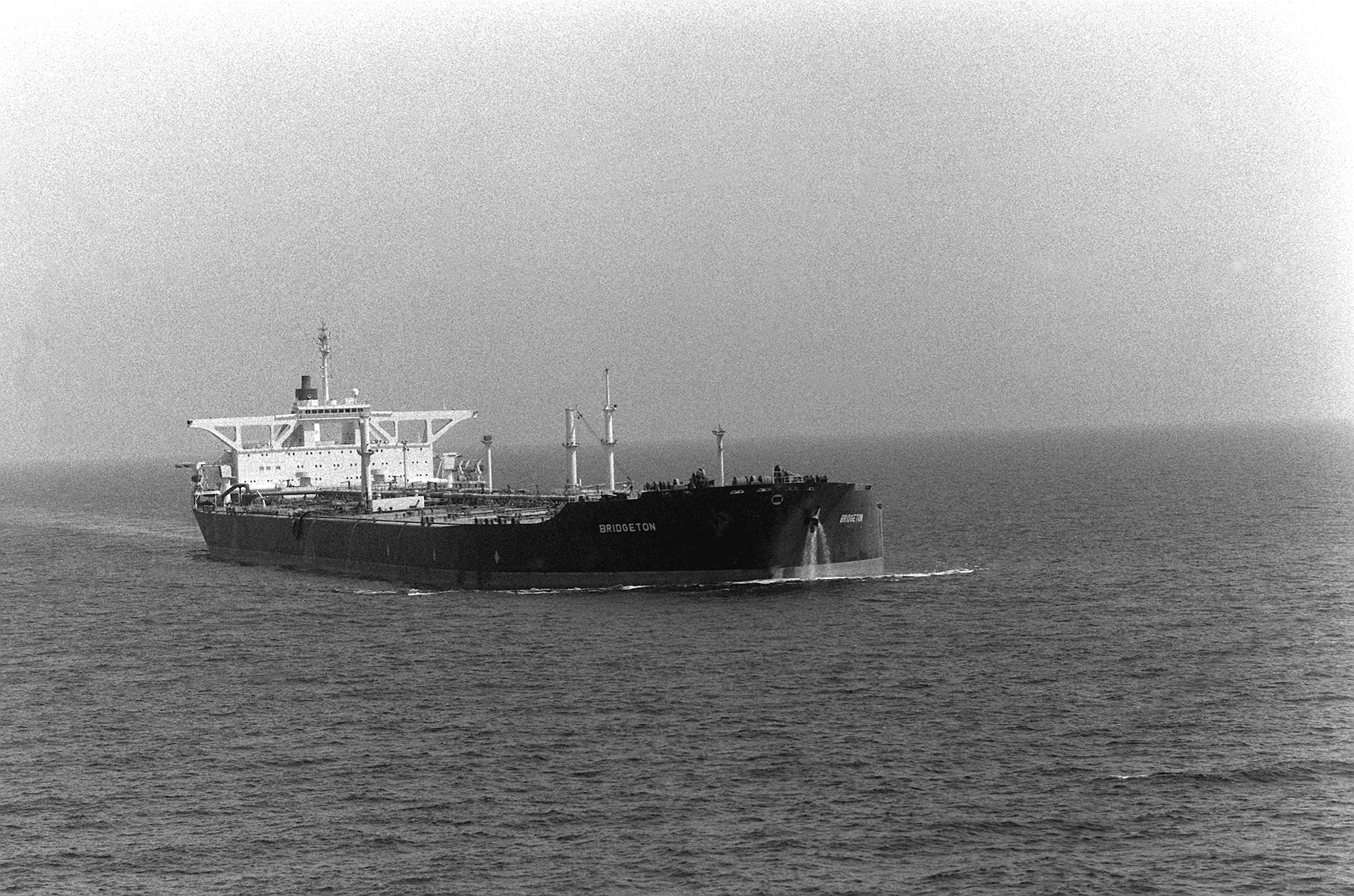
La petroliera Bridgenton in navigazione

L'incidente della Bridgenton dimostrò lo stato di impreparazione con cui le forze statunitensi avevano approcciato la missione: la minaccia più importante erano ritenute le batterie missilistiche iraniane collocate nella zona dello stretto di Hormuz, mentre nessuna attenzione era stata data alla possibilità di incappare in campi minati navali nonostante nei primi mesi del 1987 già sei navi civili, tra cui una delle petroliere kuwaitiane battenti bandiera sovietica, avessero urtato mine iraniane nelle acque del Golfo; a riprova dello stato di impreparazione, subito dopo l'esplosione le navi di scorta della US Navy si erano dovute accodare dietro la Bridgenton per evitare di far detonare a loro volta altri ordigni.
La necessità di neutralizzare gli ordigni iraniani mise a dura prova le capacità della US Navy, che nel suo sviluppo successivo alla seconda guerra mondiale aveva quasi completamente trascurato il settore della guerra di mine: gli statunitensi dovettero riattivare in fretta e furia alcuni vecchi dragamine classe Aggressive risalenti agli anni 1950 e già passati in riserva, attrezzando nel mentre per le operazioni di dragaggio alcuni rimorchiatori civili affittati. Gli attacchi a navi civili tramite mine convinsero però anche altre nazioni a inviare unità nel Golfo: in agosto il Regno Unito comunicò l'intenzione di inviare nel Golfo Persico quattro moderni cacciamine classe Hunt, mentre la Francia decise di inviare due suoi dragamine nelle acque del golfo dell'Oman cui poi si aggiunsero due unità olandesi e altrettante belghe; dopo che il 3 settembre il mercantile italiano Jolly Rubino era stato oggetto di un attacco da parte di barchini veloci iraniani, il governo di Roma decise di dislocare nel Golfo un gruppo navale forte di tre fregate, tre cacciamine e due navi supporto per proteggere il traffico nazionale nella zona (operazione Golfo 1). Le azioni di minamento finirono quindi per isolare ancora di più Teheran sul piano internazionale.

### L'operazione Prime Chance

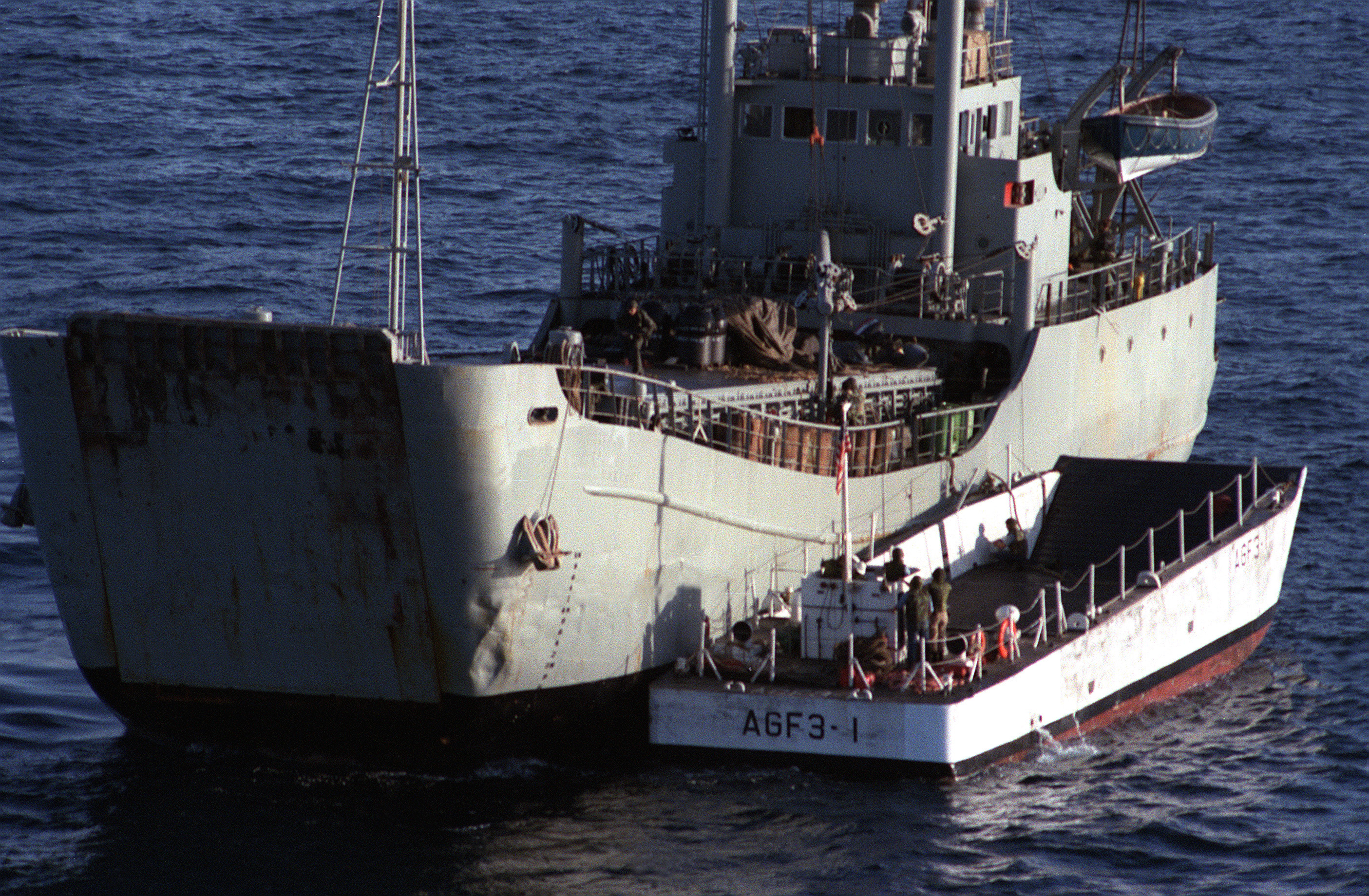
La Iran Ajr affiancata da un mezzo da sbarco statunitense poco dopo essere stata abbordata il 21 settembre 1987

Le operazioni di scorta ai convogli ripresero quindi il 1º agosto 1987 procedendo senza interruzioni per le settimane seguenti. Contemporaneamente all'operazione Earnest Will, il governo statunitense aveva avviato una (meno pubblicizzata) seconda azione, detta "operazione Prime Chance" e volta in particolare a individuare e impedire con azioni dirette le missioni di posa di mine da parte delle navi iraniane nel Golfo; l'operazione si avvaleva, in particolare, di personale ed elicotteri dello United States Special Operations Command addestrati al volo notturno.
L'operazione ottenne il suo primo e più importante successo il 21 settembre 1987, quando individuò il mercantile iraniano Iran Ajr, requisito dai pasdaran e impiegato come posamine, mentre depositava degli ordigni al largo del Bahrein in una zona utilizzata come ancoraggio dalle navi cargo: elicotteri Hughes MH-6 Little Bird decollati dalla fregata USS Jarrett attaccarono con fuoco di mitragliatrici inducendo l'equipaggio iraniano ad abbandonare il battello, abbordato e catturato poi da una squadra di Navy SEAL; la scoperta a bordo dell'Iran Ajr di un carico di mine pronto all'uso e di un diario di bordo che annotava diverse operazioni di minamento già effettuate fu poi motivo di profondo imbarazzo politico per il governo di Teheran.
Nella notte dell'8 ottobre elicotteri e natanti leggeri statunitensi dell'operazione Prime Chance si diressero in direzione dell'isola di Farsi, dove rapporti indicavano la presenza di barchini veloci iraniani pronti ad attaccare le strutture portuali del Kuwait; tre barchini iraniani furono effettivamente individuati al largo dell'isola, e dopo che ebbero aperto il fuoco contro gli elicotteri statunitensi questi risposero al tiro affondandoli: le navi statunitensi recuperarono poi sei naufraghi degli equipaggi iraniani, due dei quali morirono per le ferite riportate.

### L'operazione Nimble Archer

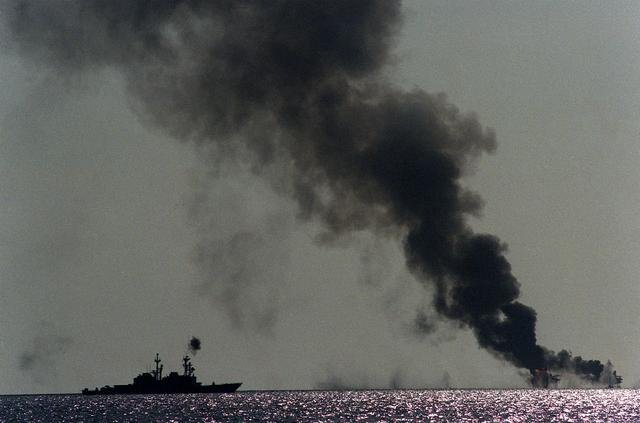
Il cacciatorpediniere cannoneggia le piattaforme petrolifere iraniane il 19 ottobre 1987

Il 16 ottobre 1987 la petroliera Sea Isle City, kuwaitiana ma battente bandiera degli Stati Uniti, mentre era in sosta davanti al terminal petrolifero di Madinat al-Kuwait venne colpita da un missile Silkworm sparato dalle postazioni iraniane sulla penisola di Al-Faw: diciotto membri dell'equipaggio tra cui il comandante, un cittadino statunitense, rimasero feriti nell'attacco. In ragione della maggiore gravità dell'incidente, questa volta gli statunitensi decisero di reagire e un'azione di rappresaglia fu programmata sotto il nome in codice di operazione Nimble Archer.
Il 19 ottobre sei unità da guerra statunitensi si presentarono davanti a due piattaforme petrolifere del campo di Rashadat, inattive ma impiegate dagli iraniani come centri di comando per gli attacchi dei barchini: dopo aver intimato agli occupanti di abbandonare le strutture, le navi statunitensi cannoneggiarono le piattaforme fin a incendiarle, e una squadra di SEAL provvide poi a installare delle cariche esplosive per completare la loro demolizione. Nessuna vittima fu causata dall'operazione, ma il governo iraniano protestò violentemente per l'accaduto.
Nonostante attacchi anche violenti continuassero ad avvenire in tutta l'area del Golfo, gli statunitensi portarono a compimento tra il novembre e il dicembre 1987 otto missioni di scorta ai convogli portando felicemente a destinazione 27 mercantili; il totale dei primi sei mesi dell'operazione Earnest Will vide l'esecuzione di 22 convogli con 59 mercantili portati a destinazione. Alcuni incidenti minori continuarono a verificarsi: il 1º novembre la fregata USS Carr aprì il fuoco su un innocuo peschereccio che le si era avvicinato troppo durante il transito nello stretto di Hormuz, uccidendo un marinaio indiano; il 12 febbraio 1988, invece, il cacciatorpediniere USS Chandler fu oggetto del lancio di due missili da parte di un aereo iracheno che finirono però fuori bersaglio.

### L'operazione Praying Mantis

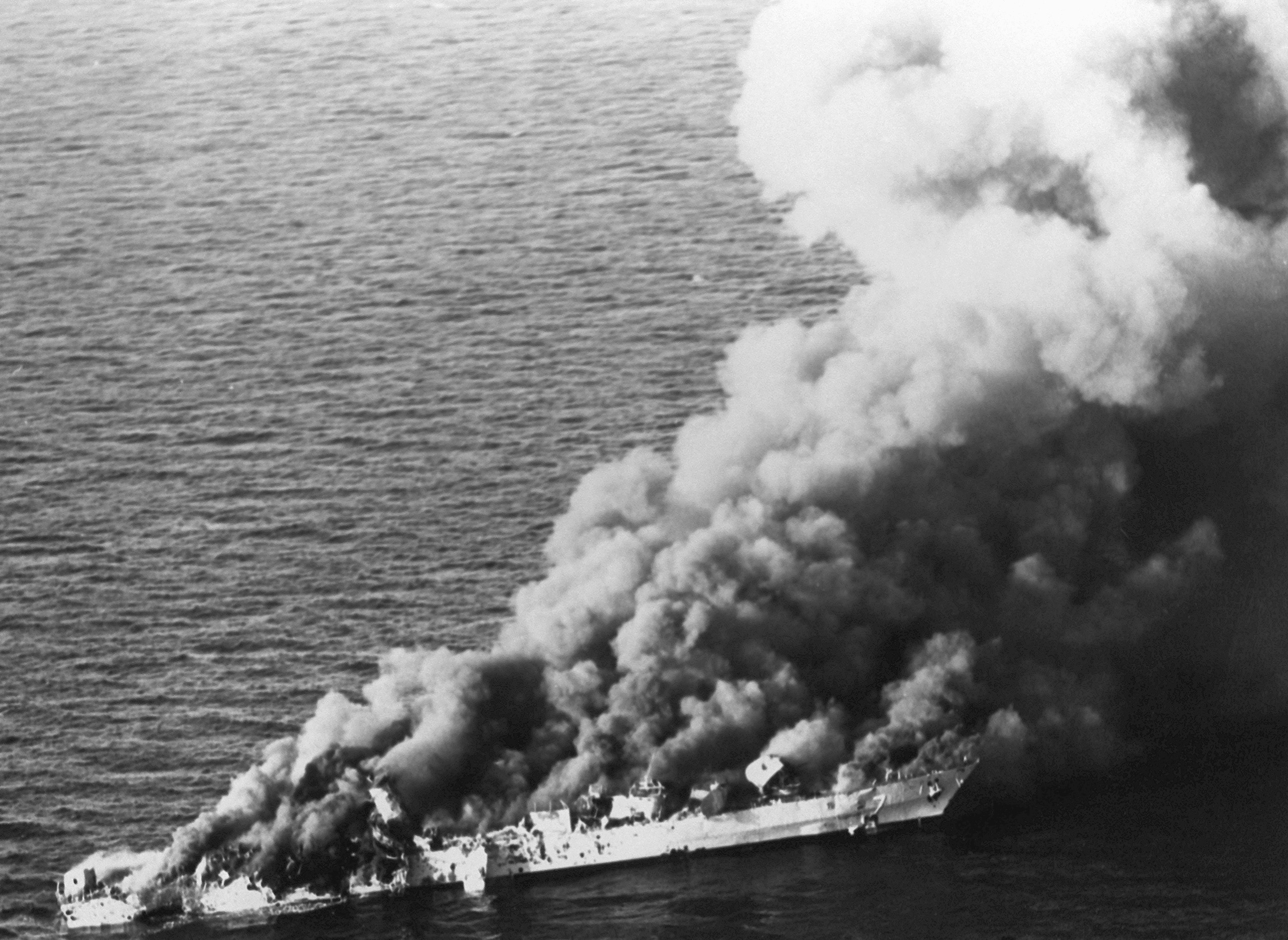
La fregata iraniana Sahand in fiamme dopo essere stata attaccata dalle forze statunitensi il 18 aprile 1988

Con l'inizio del nuovo anno gli iraniani indirizzarono i loro attacchi alle navi che navigavano senza scorta, colpendo numerosi mercantili neutrali in particolare al largo delle coste degli Emirati Arabi Uniti. Il nuovo comandante delle forze navali statunitensi nel Golfo viceammiraglio Anthony Less, in comando dal febbraio 1988, decise di seguire una strategia più decisa per proteggere anche il traffico non battente la bandiera degli Stati Uniti, mandando le sue navi da guerra a pedinare e "ombreggiare" le navi iraniane per dissuaderle dallo sferrare attacchi o depositare mine, e arrivando anche a compiere manovre aggressive per intimidire gli iraniani. Tra i più decisi esecutori della strategia di Less vi fu il comandante Paul Rinn della fregata USS Samuel B. Roberts, arrivata in teatro il 14 febbraio 1988: Rinn intervenne varie volte a ostacolare le attività delle fregate iraniane nello stretto di Hormuz, arrivando a violare, almeno da un punto di vista tecnico, i diritti dell'Iran in quanto paese belligerante; questa strategia non fece che rafforzare nella dirigenza di Teheran la convinzione che le manovre statunitensi nel Golfo, più che proteggere il traffico neutrale, erano volte a ostacolare lo sforzo bellico dell'Iran e appoggiare almeno indirettamente i nemici iracheni.
Il 14 aprile 1988, mentre era in rotta per incontrarsi con la nave rifornimento USS San Jose, la Samuel B. Roberts incappò in una mina a un centinaio di chilometri a est del Bahrein: la nave riportò gravi danni oltre a dieci feriti, ma fu tenuta a galla grazie a grossi sforzi da parte dell'equipaggio e grazie all'arrivo di un rimorchiatore fu portata in salvo nel porto di Dubai. Una forza multinazionale ispezionò il luogo dell'incidente individuando otto mine, e dall'analisi dei numeri di serie risultò che gli ordigni appartenevano alla medesima partita imbarcata sulla Iran Ajr e sequestrata tempo prima; si scoprì poi che il campo minato era stato posizionato autonomamente dai pasdaran contro il volere degli stessi comandi della Marina iraniana.
Come azione di rappresaglia, i comandi statunitensi concepirono questa volta un'operazione su più vasta scala cui fu dato il nome in codice di "Praying Mantis". L'azione scattò la mattina del 18 aprile: due gruppi navali statunitensi attaccarono altrettante piattaforme petrolifere iraniane nella parte sud-orientale del Golfo, impiegate come basi avanzate dai pasdaran, cannoneggiandole e distruggendole completamente; contemporaneamente, un terzo gruppo di navi statunitensi rimase in attesa nei pressi dello stretto di Hormuz per attaccare e affondare qualche importante unità da guerra della Marina iraniana che fosse sortita dalla base di Bandar Abbas per reagire all'attacco. L'azione degenerò quindi in uno scontro a colpi di missili e bombe guidate tra le unità iraniane da un lato e le navi e gli aerei statunitensi dall'altro, la maggiore battaglia tra navi di superficie sostenuta dalla US Navy dalla fine della seconda guerra mondiale: entro sera gli iraniani avevano subito l'affondamento di una fregata, di una cannoniera missilistica e di tre barchini veloci oltre al danneggiamento di una seconda fregata, mentre da parte statunitense si registrò la perdita di un elicottero Bell AH-1 Cobra con la morte dei due membri dell'equipaggio.

### La conclusione dell'operazione

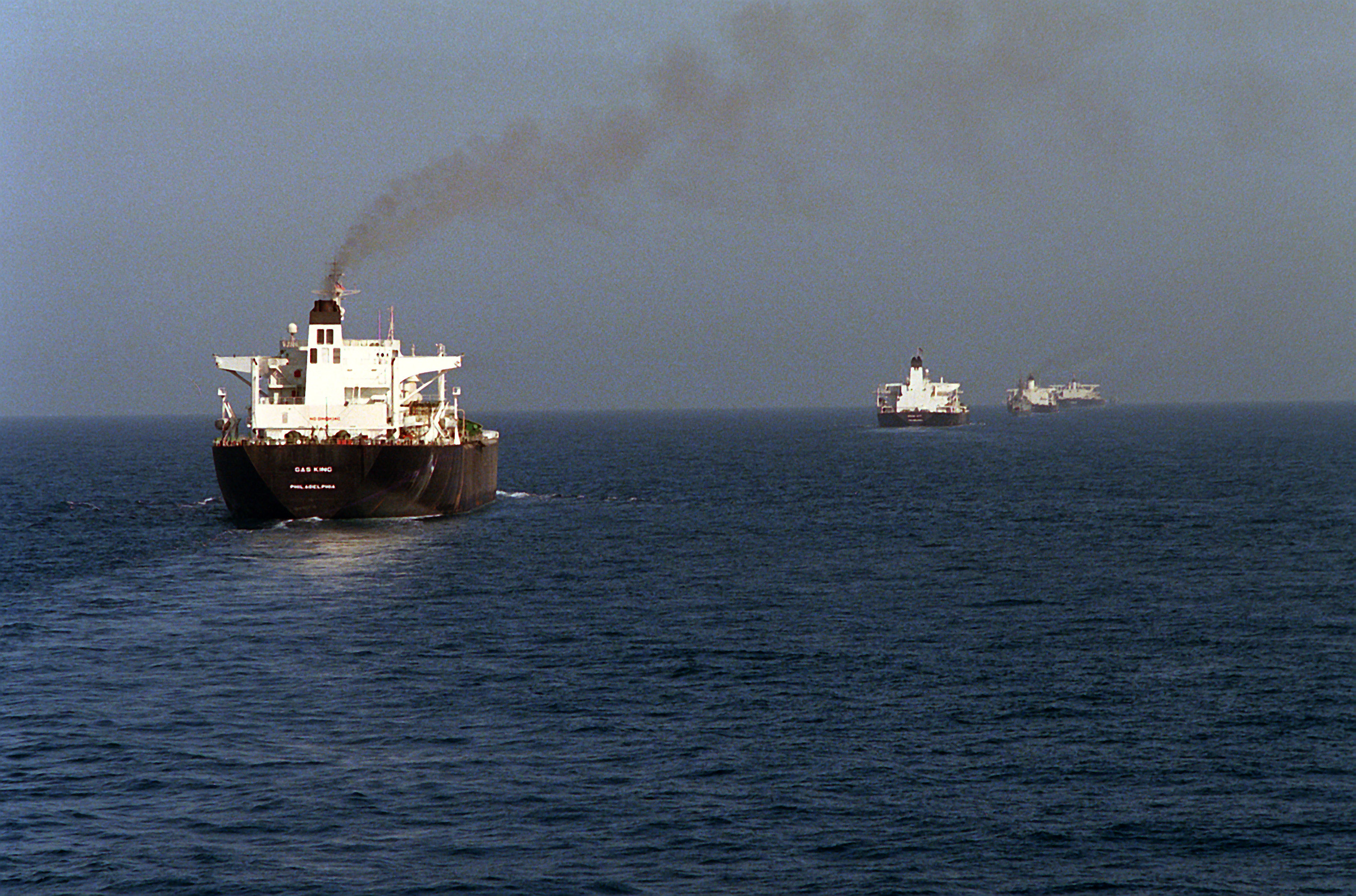
Un convoglio di petroliere in navigazione nel Golfo

La violenta battaglia navale del 18 aprile coincise con una fase di forte pressione per l'Iran sul piano militare: mentre l'aviazione irachena lanciava una serie di attacchi contro i principali centri abitati dell'Iran approfittando dello stato pessimo in cui versavano le forze aeree iraniane, sul fronte terrestre una serie di grandi offensive delle forze di Baghdad scacciarono tra aprile e giugno gli iraniani dalla penisola di al-Fāw e da tutti i territori dell'Iraq faticosamente conquistati negli anni precedenti.
L'operazione Earnest Will era intanto entrata in una nuova fase, dopo che il 29 aprile gli Stati Uniti avevano dichiarato l'intenzione di estendere la loro protezione militare a tutte le navi civili in navigazione nel Golfo al di fuori della "zona di guerra"; di conseguenza il numero di attacchi iraniani a navi neutrali calò drasticamente nelle settimane seguenti, per quanto le unità di barchini veloci controllate dai pasdaran continuassero ancora a sferrare occasionali assalti. L'ultimo e più grave incidente si verificò il 3 luglio 1988 nella zona dello stretto di Hormuz: barchini di pasdaran aprirono il fuoco contro un elicottero statunitense in ricognizione, causando l'intervento in suo sostegno del moderno incrociatore missilistico statunitense USS Vincennes, da poche settimane giunto in teatro, e della fregata USS Elmer Montgomery. Nell'inseguire i barchini le due unità sconfinarono nelle acque territoriali iraniane, ma cosa ben più grave il Vincennes identificò erroneamente un aereo di linea iraniano che passava nella zona come un caccia in fase d'attacco, e gli sparò contro un missile antiaereo: il volo Iran Air 655 venne così abbattuto con la morte di 290 civili.
Paradossalmente, le pesanti perdite umane occorse nell'incidente del 3 luglio e la continua pressione militare esercitata dagli Stati Uniti nel Golfo Persico furono ben sfruttate dai membri moderati del governo di Teheran per piegare la resistenza degli elementi più intransigenti, che chiedevano la prosecuzione della guerra a ogni costo: davanti alla prospettiva di dover affrontare non solo l'Iraq ma piuttosto una coalizione internazionale di "forze imperialiste" guidata dagli Stati Uniti, il governo iraniano ebbe la copertura morale per accettare, il 17 luglio 1988, quel cessate il fuoco offerto dagli stremati iracheni prima più volte respinto, ponendo le basi per la conclusione della lunga guerra.
L'operazione Earnest Will continuò ancora per qualche settimana dopo la formale entrata in vigore dell'armistizio iraniano-iracheno il 20 agosto 1988; tra il gennaio e il settembre 1988 le unità statunitensi avevano scortato 68 distinti convogli navali per un totale di 139 mercantili portati felicemente a destinazione. La fregata USS Vandegrift portò a termine l'ultima missione di scorta il 26 settembre, dopo di che l'operazione venne dichiarata ufficialmente conclusa.